# Den danska guldåldern

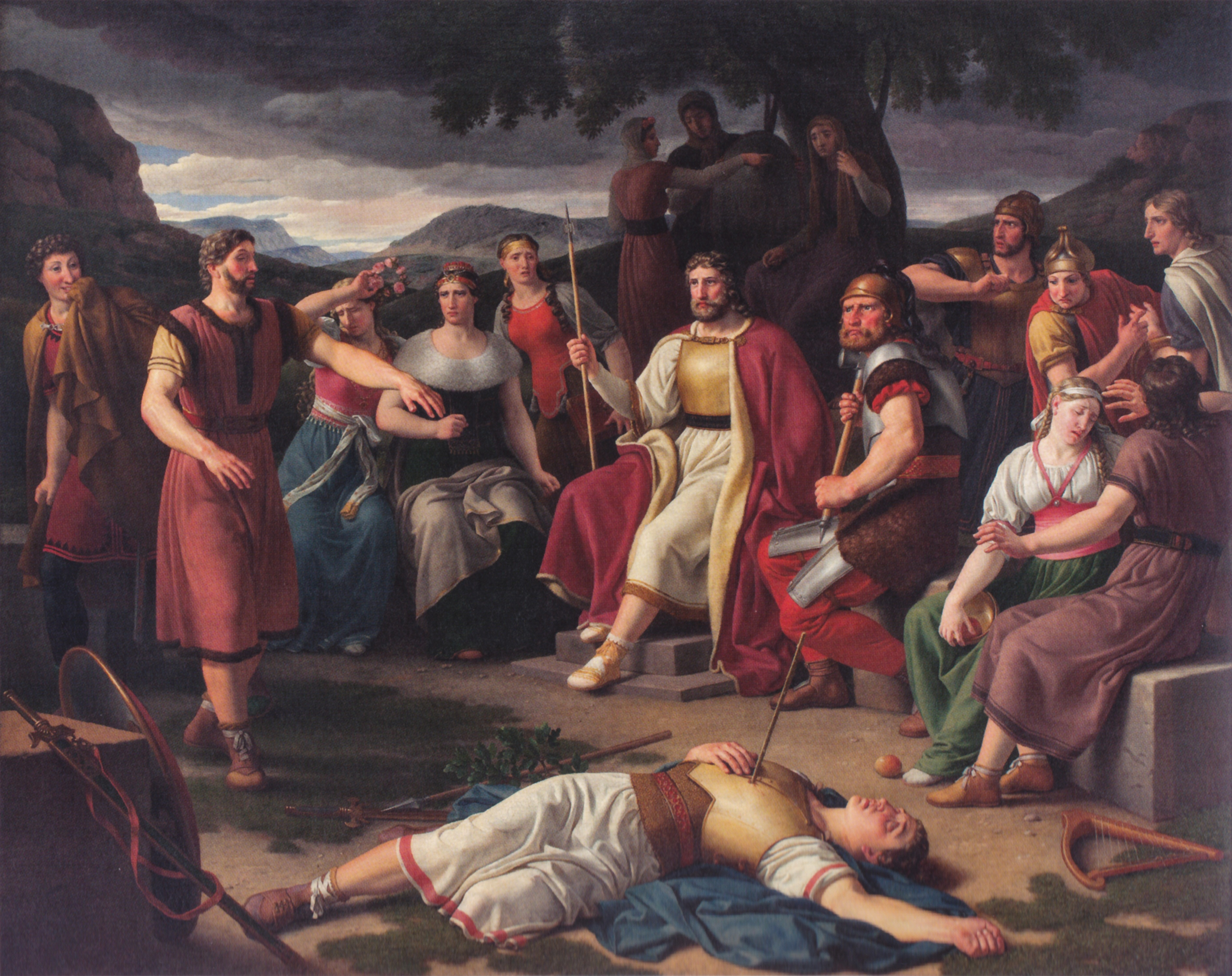
Balders Død, oljemålning från 1817 av C.W. Eckersberg.

Den danska guldåldern var en period i danskt konst- och kulturliv från omkring 1800 till omkring 1850. Den kallas också Köpenhamnsskolan.
Två händelser nämns som begynnelsen: Heinrich Steffens hemkomst efter sin bildningsresa och hans föredrag om resan och Guldhornsstölden. 
Guldåldern slutar 1850, då flera av konstnärerna dog eller upphörde att vara verksamma.
Andra viktiga händelser vid 1800-talets mitt var Treårskriget, enväldets upphörande, det därmed sammanhängande antagandet av Grundloven 1849, kolerautbrottet i Köpenhamn 1853 och voldenes fald, som medförde att Köpenhamn kunde växa utanför innerstadens vallar.
Den danska kulturen blomstrade inom forskning, litteratur, bildkonst och musik, bland annat genom fysikern H.C. Ørsted, diktarna Adam Oehlenschläger, N.F.S. Grundtvig, B.S. Ingemann, författarna H.C. Andersen och Søren Kierkegaard, målarna C.W. Eckersberg, Christen Købke och Constantin Hansen, bildhuggaren Bertel Thorvaldsen, arkitekterna Gustav Friederich Hetsch, M.G. Bindesbøll och C.F. Hansen samt kompositörerna C.E.F. Weyse och J.P.E. Hartmann.
1890 använde Valdemar Vedel för första gången begreppet guldalder i sin doktorsavhandling med titeln Studier over Guldalderen i dansk Digtning och Vilhelm Andersen nämner 1896 Henrich Steffens som orsaken till Guldalderens begynnelse i sin dissertation Guldhornene. Det ansågs då uppenbart, att det här var tal om ett av de rikaste avsnitten i dansk kulturhistoria. ·